# 雞蛋碰石頭
《雞蛋碰石頭》是中國電視公司（中視）每週一至週五晚間帶狀綜藝節目，製作單位是映畫傳播，製作人是郭建宏、薛聖棻，主持人是巴戈、藍心湄，播出時間為1991年12月23日至1995年4月7日的每週一至週五18:30～19:00。

## 內容
《雞蛋碰石頭》短劇都以喜劇為主，表現得很無厘頭。節目口號有三組：
1. 開場：主持人喊：「各位觀眾，下班後的新娛樂、晚餐前的開胃菜，歡迎收看——」現場觀眾一起喊：「《雞蛋碰石頭》！Yeah——！」
2. 進廣告之前，主持人與現場觀眾一起喊：「《雞蛋碰石頭》，好戲在後頭！Yeah——！」
3. 收播之前，主持人與現場觀眾一起喊：「《雞蛋碰石頭》，天天有看頭！Yeah——！」

### 遊戲單元
〈震撼教育〉
玩法有兩種：
-   - 前期為兩人一組，共三組進行競賽，一名負責回答，另外一名則被綁在轉輪上。主持人會問參賽者問題。該名參賽者答對，其他兩隊被綁在轉輪上的參賽者則會各被旋轉一次；該名參賽者答錯，則該隊被綁在轉輪上的參賽者會被旋轉一圈。
  - 後期同樣也為兩人一組，均被固定在椅子上。主持人問一道可能有許多答案的問題，參賽者合力回答。只要能講出總共五個答案，該題就算答對；相對的，每組參賽者頭上均有不斷被充氣的氣球，回答時間愈久，氣球也就愈大。只要參賽者能順利回答出五個答案，該氣球就被暫停充氣；下一輪題目計時開始後，該氣球又會被繼續充氣。若氣球爆炸，則該組參賽者失敗；若該組參賽者能夠在氣球爆炸前回答兩題的十個答案，就算成功。氣球爆炸的瞬間會有慢速重播。
題目舉例說明：「說到蘋果，你會想到什麼？」答案很多，例如：「白雪公主、蘋果電腦、蘋果派、蘋果汁、林檎……。」答案任參賽者自由發揮，只要符合題目要求均算答對。
  - 後期版本設置郵政信箱「台北郵政96-620號信箱」開放觀眾寄信提供題目，稿費從優。

〈小魚吃大魚〉
一種看甲骨文猜其楷書字的遊戲。
〈獵鼠大行動〉
口號是：「獵鼠大行動，讓你腦筋動一動！」參賽者分為兩隊，每隊約二至三人，各隊分別坐在兩台遊戲機台之內，機台後端有一個鐵網可罩住整個機台，機台前端有三個不同顏色的按鈕。主持人會問一些問題請兩隊搶答。在每一題中，若有一隊答對，則另一隊必須按下任一按鈕。按鈕之後，會有兩種可能的結果：若鐵網並無反應，則機台播放語音「恭喜你，過關了」表示該隊過關，主持人會問下一個問題請兩隊搶答；若鐵網從後方旋轉至前方，該隊會被關在機台內，然後機台亮起警示燈、播放語音「Uh-oh！你被捕了」表示該隊闖關失敗，另一隊獲勝，遊戲結束。
〈黑白雞送現金〉
看板上方由左至右，標示五個金額：新台幣二千元、新台幣四千元、新台幣六千元、新台幣一萬元、新台幣五萬元，五個金額下方各有一個欄位。看板下方有十個雞蛋形磁鐵板，背面有黑雞或白雞圖案。參賽者兩人一組，從十個磁鐵板中挑選五個，分別擺在自己選定的欄位。參賽者擺放磁鐵板時，觀眾重複喊：「黑白雞，送現金！黑白雞，送現金！」直到每個金額的欄位下方各有一個磁鐵板為止。擺放完畢之後，藍心湄問參賽者，新台幣二千元欄位的底牌是黑雞還是白雞？藍心湄揭曉底牌之後，若參賽者猜對，則參賽者可選擇猜下一個欄位的底牌、或選擇領取獎金新台幣二千元。若參賽者選擇猜下一個欄位的底牌，則有兩種情形：若猜對，則可選擇繼續猜下去，或是領取該欄位的獎金；若猜錯，則只能獲得該欄位的二分之一獎金。反覆為之，若五個底牌都猜對，則參賽者獲得獎金新台幣五萬元。
例如：參賽者猜對新台幣二千元欄位的底牌，也猜對新台幣四千元欄位的底牌，卻猜錯新台幣六千元欄位的底牌，則參賽者只能獲得獎金新台幣三千元。
〈名人大考驗〉
現場觀眾十人與來賓參加的問答遊戲。攝影棚中央懸吊一個左半邊顯示粉藍底白字「×」、右半邊顯示粉紅底白字「○」的燈箱，燈箱的白燈不斷在「×」與「○」之間跳動，燈箱下有粉藍色「×」與粉紅色「○」短圓柱體木箱各一個。巴戈問參賽者一個是非題，現場倒數五秒給參賽者作答，認為答案是「×」的就站在藍色木箱上，認為答案是「○」的就站在紅色木箱上。參賽者確定自己的答案之後，不得再換答案（亦即不得再換邊站）。全部參賽者作答完畢，藍心湄請工作人員操縱燈箱顯示正確答案，燈箱在白燈跳動三秒後顯示正確答案為「×」或「○」。燈箱顯示正確答案時，答錯者會遭受從天而降的乾冰處罰並喪失答題資格（觀眾被請回觀眾席，來賓被請回攝影棚中央），答對者走下木箱並繼續答下一題，巴戈簡短講解答案為何是「×」或「○」。反覆為之，最後僅存的參賽者可獲得獎品。

### 短劇單元
〈雞蛋妹妹與時髦爺爺〉
《雞蛋碰石頭》的第一個短劇單元，簡稱〈時髦爺與雞蛋妹〉。藍心湄扮演女主角「雞蛋妹」，巴戈扮演男主角「時髦爺」（雞蛋妹的爺爺），霍秀貞扮演「霍小胖」（雞蛋妹的同學），曾幼秀扮演「霍媽媽」（霍小胖的母親）。
時髦爺爺經常會給雞蛋妹妹「機會教育」。例如雞蛋妹妹誤拿了烏龍茶給時髦爺爺吃藥，時髦爺爺就會告訴雞蛋妹妹說，茶飲料裡的單寧酸會把藥物中和掉而使藥物失去藥效，所以吃藥時不可以搭配茶飲料。
時髦爺爺有時也會藉由雞蛋妹妹「有樣學樣」的舉動，來諷刺台灣社會現象。例如雞蛋妹妹看了寺廟前以「謝神」名義舉行的電子花車脫衣舞表演，回家之後就在時髦爺爺面前模仿脫衣舞（當然並非真的脫）；時髦爺爺看了，向觀眾哭訴：「各位觀眾，你看到了沒有，我們台灣社會究竟色情氾濫到什麼地步！」
本單元曾被2000年代上半期中視小品綜藝節目《開心小舖》選播。
〈蝸牛一族〉
《雞蛋碰石頭》的第二個短劇單元，描述一群無殼蝸牛在同一間出租房內所發生的趣事。巴戈扮演男房客「巴望」，藍心湄扮演女房客「米粉妹」，鄧程惠扮演女房客「鄧來」，還有其他房客。每集各有一個標題，第一集的標題是〈巴望的情人〉。
巴望的禿頭、米粉妹的米粉頭、鄧來的法拉頭，都是以怪出名，也成了招牌。
〈三口組〉
《雞蛋碰石頭》的第三個短劇單元，是描述一個由父親、女兒與祖母組成的家庭所發生的趣事。巴戈扮演父親，藍心湄扮演女兒，鄧程惠扮演祖母。
〈兒童新聞〉
巴戈與藍心湄分別飾演兩位小學生，共同擔任虛構的兒童新聞節目《兒童新聞》主播。
〈大小新聞眼〉
巴戈飾演一位國民小學教師，藍心湄飾演一位小學生，共同擔任虛構的兒童新聞節目《大小新聞眼》主播。
〈說文解字〉
郎祖筠、趙自強（後由卜學亮替代）分別飾演「大老婆」、「小老婆」，戲仿中華電視公司（華視）社教節目《每日一字》，每天以搞笑的手法講解一個常用的中文字。
〈高笑生〉
某高中某班的一連串校園生活鬧劇，第一女主角為藍心湄飾演的女高中生，男主角是巴戈飾演的該班導師「巴布」。

### 短篇動畫單元
〈發明極短篇〉
每集開場來賓與主持人閒聊後，播出一段以某物為主題之英文無人聲動畫《Inventions》，長度在30秒內，片尾標示：西元某年，某國的某人發明了某物。動畫播完，來賓各自提問一個相關問題，現場觀眾舉手搶答。
1992年某集開場來賓為黃舒駿、蔡幸娟、蘇有朋，播出的主題是節拍器，片尾標示：「西元1816年，德國人Johann Mälzel發明了節拍器。」動畫播完，三人各自提問一個音樂史相關問題，現場觀眾舉手搶答。

### 訪談單元
〈巴尺半V.S.藍波霸〉
四位工作人員分別操控兩個塑膠人偶，每集一位來賓接受這兩個人偶訪問。男的人偶「巴尺半」由巴戈配音，形似巴戈；女的人偶「藍波霸」由藍心湄配音，形似藍心湄。巴尺半與藍波霸會在訪談時互相調侃，開場白：「堂堂巴尺半，如假包換；挺挺藍波霸，大家驚訝。」如果男性來賓被藍波霸看上了，藍波霸就會自作多情，不停對來賓「示愛」。
本單元曾被《開心小舖》選播。

## 其他
《雞蛋碰石頭》是中視首度外銷衛視中文台播出的節目。之後隔了幾年，衛視中文台每週日18:00～19:00播出《雞蛋碰石頭》的重製版《新雞蛋碰石頭》，仍由巴戈與藍心湄主持，但遊戲有更動。
《新雞蛋碰石頭》第一單元是遊戲，由四組觀眾來賓組成，由主持人發問問題，答對者可往上升一格，分數有20～100分，答錯則降一格；到最後誰最先到達最上面，就是該集優勝，可參加最後單元〈一分鐘比手劃腳〉。〈一分鐘比手劃腳〉每答對一題，可得新台幣1000元；60秒內答對10題者，可獲得新台幣10000元。《新雞蛋碰石頭》其它單元有烹飪單元〈明星來做菜〉、短劇單元〈胡說巴道〉等。
1993年8月16日，華視綜藝節目《綜藝萬花筒》開場播出〈向全國觀眾致歉書〉，說明播出2年來已經更改播出時段5次，自我調侃，也向觀眾道歉；同時，提到「造化弄人，既生『蛋』又生『筒』」，暗中消遣自己與《雞蛋碰石頭》打對台。
2010年5月，巴戈接受成都《新城視雜誌》採訪時爆料《雞蛋碰石頭》的一段內幕：“我们当时根本没想到这档节目会在大陆红成那个样子”，“老实讲，《鸡蛋碰石头》当年在台湾收视率并不算太高，节目制作人也就不打算再做下去了；巧合的是，卫视中文台买过去播，这一播就火了，但播完就完，节目一停，观众就给卫视中文台写信要求继续办啊”，“后来，中文台就说‘这样吧，我们出钱给你们办’”，《雞蛋碰石頭》才能繼續做下去。他還說，当年他在台湾最风光的时候，最后发现自己好像患上了职业倦怠症，“一年三百六十五天，只有春节的五天是和家人度过的，其它时间都在工作”，“所以你们看到《鸡蛋碰石头》的我还不是最好的我，节目做完后我们全家就移民加拿大了”。
《雞蛋碰石頭》與2013年至2016年厦门卫视同名台海两岸青少年益智節目無任何關係，後者係引進跨國電視節目製作公司Endemol益智節目《The Kids Are All Right》之版權。